# Halina Feret-Karczewicz
Halina Feret-Karczewicz, także Halina Feret, Halina Karczewicz (ur. 30 grudnia 1922 w Rzeszowie, zm. 13 lutego 2025) – polska artystka ceramiczka, jedna z pierwszych studentek i absolwentek PWSSP we Wrocławiu, Sybiraczka. 

## Życiorys
Mieszkała w Stanisławowie. W latach 1942-1944 była tam zaangażowana w pracę w Polskim Komitecie Opiekuńczym, założonym przez Bolesława Bujalskiego. Komitet prowadził sierociniec, wydające obiady kuchnie, wypłacał zapomogi i wysyłał paczki do więzień, udzielał porad prawnych. 14 stycznia 1945 r. została aresztowana wraz z Bujalskim, sędzią Paklerskim i urzędnikiem Czuszkiewiczem przez NKWD. Do sierpnia 1945 r. była osadzona w stanisławowskim więzieniu, a następnie została wywieziona – miejsca jej pobytu to m.in. Lwów, Charków, Goski, Kijów i ostatecznie łagier w Uchcie (kraj Komi). Została zwolniona w styczniu 1946 r.
Po wojnie studiowała ceramikę w PWSSP we Wrocławiu, gdzie była jedną z pierwszych studentek (album nr 7). W 1952 r. obroniła dyplom magisterski, będąc jedną z pierwszych absolwentek tej uczelni (dyplom nr 30). 

## Twórczość i praca zawodowa
W latach 1949-1950 była zatrudniona w macierzystej uczelni jako młodsza asystentka w pracowni ceramiki w kierowanym przez Mieczysława Pawełkę Zakładzie Ceramiki i Szkła, a od lipca 1951 r. była tam zatrudniona w Zakładzie Naukowo-Badawczym Ceramiki.
Na początku lat 50. była krótko zatrudniona jako plastyczka w zakładach „Ceramiki Artystycznej” w Bolesławcu, gdzie wraz z koleżanką Hanką [Anną] Sawą pojechała w ramach praktyk studenckich w listopadzie 1950 r. Jak wspomina artystka: „Zamieszkałyśmy w pokoiku na poddaszu (przy ul. Polnej) ciasnym, ale bardzo ciepłym. Początkowo siedziałyśmy tam naprzeciw siebie przy małym stoliku robiąc projekty zdobienia wazoników, które wówczas były produkowane z form poniemieckich. Równocześnie zapoznawałyśmy się z pracą poszczególnych działów fabryki. W biurze pracowało małżeństwo w średnim wieku, on był chyba księgowym, a ona rzeźbiarką, pamiętam, że robiła różne figurki z gliny […]. Kiedy przyjechałam tam w listopadzie, a najpóźniej na początkach grudnia, to zakład szedł już całą parą. Wiem z całą pewnością, że rozruch zakładu był zasługą Mieczysława Pawełki, a prof. Krzywiec tylko kontynuował współpracę z fabryką, wysyłając tam swoich studentów na praktyki, a nawet na wykonanie prac dyplomowych”.
Jak twierdzi artystka, najprawdopodobniej od następnego roku była kierowniczką bolesławieckiej malarni: „Na początku 1951r., powstała malarnia, przyjęto czwórkę bardzo młodych pracowników, sympatycznych i pełnych zapału. Zaczęliśmy uczyć malowania pędzelkami, zdobienia gąbką itp. Prawdopodobnie pełniłam funkcję kierownika malarni, ale tego nie jestem pewna. Równocześnie z Wrocławia przyjechała grupa kolegów z mojego roku: Zenobia Kawalec, Jadwiga Romanowska, Jerzy Widalis i Mieczysław Hoffman. [...] Warunki były spartańskie, ale my młodzi i mieliśmy skromne wymagania. [...] Nasze projekty były wysyłane do Wrocławia, jakaś komisja wybierała te do produkcji". 
W znajdującym się w bolesławieckim Muzeum Ceramiki „Wykazie wzorów używanych w produkcji Zakładu Ceramicznego w Bolesławcu” Halina Feret jest wymieniona wśród takich projektantek zdobin i form, jak: Zofia Łopatowa, Anna Sawa, Izabela Zdrzałka, Halina Łepkowska-Giecewicz, Ewa Radomska, Aniela Daszuk, Dionizy Strzelbicki, Sandor Koczor, Irena Dróżdż czy Alicja Szurmińska-Krępowa.
Na początku 1952 r. otrzymała propozycję zatrudnienia jako kierowniczka artystyczna w Zakładach CPLiA w Bolesławcu, jednak zrezygnowała, a stanowisko to objęła jej koleżanka Izabela Zdrzałka. 